# Alfabeto asamés
El alfabeto asamés (asamés: অসমীয়া বৰ্ণমালা osomiya bornomala) pertenece a la familia brámica de alfabetos y es muy parecido al devanagari. Tiene una historia continua de desarrollo desde tiempos remotos y se ha desarrollado a partir del alfabeto nagari, siendo un precursor del Devanagari. En el siglo XIX tres estilos de alfabeto fueron identificados (baminiya, kaitheli y garhgaya), quienes dieron camino al alfabeto estándar al cual siguió el alfabeto desarrollado para imprentas. El alfabeto estándar actual es idéntico al alfabeto bengalí salvo por dos letras.

## Consonantes
Las consonantes del asamés tienen una vocal inherente.
| Grafema | Nombre de la letra | Transliteración | AFI  |
| ------- | ------------------ | --------------- | ---- |
| ক       | ko                 | k               | k    |
| খ       | kho                | kh              | kʱ   |
| গ       | go                 | g               | ɡ    |
| ঘ       | gho                | gh              | ɡʱ   |
| ঙ       | uŋo                | ng              | ŋ    |
| চ       | prothom so         | s               | s    |
| ছ       | ditio so           | s               | s    |
| জ       | borgiya zo         | z               | z    |
| ঝ       | zho                | zh              | z    |
| ঞ       | nio                | y               | ̃, n  |
| ট       | murdhoinno to      | t               | t    |
| ঠ       | murdhoinno tho     | th              | tʰ   |
| ড       | murdhoinno do      | d               | d    |
| ঢ       | murdhoinno dho     | dh              | dʱ   |
| ণ       | murdhoinnya no     | n               | n    |
| ত       | dontia to          | t               | t    |
| থ       | dontia tho         | th              | tʰ   |
| দ       | dontia do          | d               | d    |
| ধ       | dontia dho         | dh              | dʱ   |
| ন       | dontia no          | n               | n    |
| প       | po                 | p               | p    |
| ফ       | pho                | ph, f           | pʰ~ɸ |
| ব       | bo                 | b               | b    |
| ভ       | bho                | bh, vh          | bʱ~β |
| ম       | mo                 | m               | m    |
| য       | ontostho zo        | z               | z    |
| ৰ       | ro                 | r               | ɹ    |
| ল       | lo                 | l               | l    |
| ৱ       | wo                 | w               | w~β  |
| শ       | taloibbo xo        | x, s            | x~s  |
| ষ       | murdhoinno xo      | x, s            | x~s  |
| স       | dontia xo          | x, s            | x~s  |
| হ       | ho                 | h               | ɦ~h  |
| ক্ষ      | khyo               | khy, kkh        | kʰj  |
| ড়       | dore ro            | r               | ɹ    |
| ঢ়       | dhore ro           | rh              | ɹɦ   |
| য়       | ontostho yô        | y               | j    |

## Vocales
El asamés tiene vocales independientes y vocales diacríticas que se le colocan a las consonantes.
| Forma independiente | Forma independiente | Forma dependiente  | Forma dependiente | Transliteración | AFI    |
| Grafema             | Nombre              | Ejemplo con ক [kɔ] | Nombre            | Transliteración | AFI    |
| ------------------- | ------------------- | ------------------ | ----------------- | --------------- | ------ |
| অ                   | o                   | ক (nada)           | (ninguno)         | ko              | kɔ     |
| অ o অʼ              | ó                   | ক (nada) o কʼ      | urdho-coma        | kó              | ko     |
| আ                   | a                   | কা                  | akar              | ka              | ka     |
| ই                   | hroswo i            | কি                  | hôrswôikar        | ki              | ki     |
| ঈ                   | dirgho i            | কী                  | dirghoikar        | ki              | ki     |
| উ                   | hroswo u            | কু                  | hroswoukar        | ku              | ku     |
| ঊ                   | dirgho u            | কূ                  | dirghoukar        | ku              | ku     |
| ঋ                   | ri                  | কৃ                  | rikar             | kri             | kri    |
| এ                   | e                   | কে                  | ekar              | kê, ke          | kɛ, ke |
| ঐ                   | oi                  | কৈ                  | ôikar             | koi             | kɔɪ    |
| ও                   | ü                   | কো                  | ükar              | kü              | kʊ     |
| ঔ                   | ou                  | কৌ                  | oukar             | kou             | kɔʊ    |